# (6968) 1991 VX3
1991 في أكس 3 (ويعرف أيضًا باسم (6968) 1991 في أكس 3 وفق تسمية الكوكب الصغير) (بالإنجليزية: 1991 VX3)‏ هو كويكب ضمن حزام الكويكبات؛ وترتيبه 6968 من حيث الاكتشاف.
اكتُشف هذا الجُرم الفلكي بواسطة هيروشي كانيدا في 11 نوفمبر 1991.

## وصلات خارجية
- (6968) 1991 VX3 في قاعدة بيانات مختبر الدفع النفاث لأجرام النظام الشمسي الصغيرة

- الاكتشاف · مخطط المدار ·  العناصر المدارية · المعلمات المادية

- (6968) 1991 VX3 على موقع ويكي سكاي: DSS2, SDSS, GALEX, IRAS, Hydrogen α, X-Ray, Astrophoto, Sky Map, Articles and images